# Frederick Singer
Siegfried Fred Singer (Viena, Austria; 27 de septiembre de 1924-Rockville, Estados Unidos; 6 de abril de 2020) fue un físico estadounidense de origen austriaco y profesor emérito de ciencias ambientales en la Universidad de Virginia, formado como físico atmosférico. Era conocido por rechazar el consenso científico en varias cuestiones, como el cambio climático, la conexión entre la exposición a los rayos UV-B y las tasas de melanoma, la pérdida de ozono estratosférico causada por los compuestos clorofluorados (utilizados a menudo como refrigerantes) y los riesgos para la salud del tabaquismo pasivo. 
Es autor o editor de varios libros como Global Effects of Environmental Pollution (1970), The Ocean in Human Affairs (1989), Global Climate Change (1989), The Greenhouse Debate Continued (1992), y Hot Talk, Cold Science (1997). Y coautor de Imparable Calentamiento Global: cada 1500 años (2007) con Dennis Avery, y Climate Change Reconsidered (2009) con Craig Idso.
Singer tuvo una carrera variada, sirviendo en las fuerzas armadas, el gobierno y el mundo académico. Diseñó minas para la Armada estadounidense durante la Segunda Guerra Mundial, antes de obtener su doctorado en física por la Universidad de Princeton en 1948 y trabajar como funcionario de enlace científico en la Embajada de Estados Unidos en Londres. Se convirtió en una figura destacada de la etapa temprana de investigación espacial, participó en el desarrollo de los satélites de observación terrestrey en 1962 creó el Centro de Servicios de Satélites de la Servicio Meteorológico Nacional de Estados Unidos. Fue el decano fundador de la Escuela de Ciencias Medioambientales y Planetarias de la Universidad de Miami en 1964, y ocupó varios cargos gubernamentales, entre ellos el de administrador adjunto de la Agencia de Protección Medioambiental y el de científico jefe del Departamento de Transporte. Fue profesor de la Universidad de Virginia desde 1971 hasta 1994, y de la Universidad George Mason hasta 2000.
En 1990 Singer fundó el Science & Environmental Policy Project, y en 2006 fue nombrado por la Canadian Broadcasting Corporation como uno de los científicos de la minoría que, según se dice, está creando un punto muerto en el consenso sobre el cambio climático. Singer argumentó, en contra del consenso científico sobre el cambio climático, que no hay pruebas de que el calentamiento global sea atribuible al aumento del dióxido de carbono atmosférico provocado por el hombre, y que la humanidad se beneficiaría si las temperaturas aumentan. Se opuso al Protocolo de Kioto y ha afirmado que los modelos climáticos no se basan en la realidad ni en las pruebas. Singer fue acusado de rechazar las pruebas científicas revisadas por pares y confirmadas de forma independiente en sus afirmaciones sobre la salud pública y el medio ambiente.

## Primeros años y educación
Singer es originario de Viena, Austria, donde su padre era joyero y su madre ama de casa. Cuando los nazis invadieron Austria, la familia huyó, y Singer fue dejado en un tren de transporte para niños con otros niños judíos. Terminó en Inglaterra, donde vivió en Northumberland, trabajar durante un tiempo como un óptico adolescente. Varios años más tarde emigró a Ohio y se convirtió en ciudadano estadounidense en 1944. En 1943, Recibió un B.E.E. en ingeniería eléctrica por la Universidad Estatal de Ohio, y en 1944, un A.M. en física por la Universidad de Princeton. Y enseñó física en Princeton mientras trabajaba en su maestría y su doctorado, obteniéndolo allí en 1948; siendo su tesis doctoral, "The density spectrum and latitude dependence of extensive cosmic ray air showers." Su supervisor fue John Archibald Wheeler, y su comité de la tesis incluyó a J. Robert Oppenheimer y Niels Bohr.

## Carrera

### 1950: Armada de EE. UU.
Después de su maestría, se unió a las Fuerzas Armadas, trabajando para la Armada de EE. UU, en la guerra de minas y contramedidas, a partir de 1944 y hasta 1946. Mientras en el Lab. Naval Ordnance desarrolló un elemento aritmética para una calculadora digital a la que llamó "cerebro electrónico." Fue dado de alta en 1946, y se unió al "Programa de Cohetes de la Atmósfera Superior", del Lab. de Física Aplicada, Universidad Johns Hopkins, en Silver Spring, Maryland, trabajando allí hasta 1950. Se enfocó en ozono, rayos cósmicos, ionósfera, realizando mediciones usando globos y cohetes lanzados de White Sands (Nuevo México), o de barcos en alta mar. Rachel White Scheuering escribe eso durante una misión para lanzar un cohete, navegó con una operación naval para el Ártico, y también dirigió lanzamiento del cohete de barcos en el ecuador.
De 1950 para 1953, formó parte de la Embajada de Estados Unidos en Londres como un oficial de enlace científico con la Oficina de Investigación Naval, donde estudió los programas de investigación en Europa en radiación cósmica y la física nuclear. Mientras allí, él fue uno de ocho delegados con un fondo en armas dirigidas se propone dirigir la palabra al Cuarto Congreso Internacional de Astronáutica en Zúrich en agosto de 1953, a la vez cuando, como El Times de Nueva York reportó, la mayoría de científicos vieron el viaje espacial como la ciencia ficción apenas disfrazada.

### 1951: Diseño de los primeros satélites
Singer fue uno de los primeros científicos en urgir el lanzamiento de satélites terráqueos para la observación científica durante los 1950s. En 1951 o 1952 propuso el MOUSE ("Minimal Orbital Unmanned Satellite, Earth"), un satélite de 45 kg que contendría contadores Geiger para medir rayos cósmicos, celdas de la foto para obtener una imagen digital de electrónica de la Tierra, de telemetría para enviar datos de regreso a la Tierra, un dispositivo magnético de almacenamiento de datos, y celdas rudimentarias de energía solar. Aunque MOUSE nunca voló, el Baltimore News Post reportó en 1957 que tuvieron las discusiones de Singer acerca de la necesidad para satélites sido acatado, los EE. UU. pudo haber ganado a Rusia al lanzar el primer satélite terráqueo. También propuso (junto con R. C. Wentworth) que la medida del satélite de dispersión retrógrada ultravioleta podría ser utilizada como un método para medir perfiles atmosféricos de ozono. Esta técnica fue más tarde usada en anteriores satélites meteorológicos.

### 1953: Universidad de Maryland
Singer regresó a los Estados Unidos en 1953, donde tomó una cátedra subsidiaria en física en la Universidad de Maryland, y al mismo tiempo hizo las funciones del miembro del consejo de administración del Centro para la Física Atmosférica y Espacial. Scheuering escribe que su trabajo consistió en transmitir experimentos en cohetes y satélites, lectura a distancia, cinturones de radiación, la magnetosfera, y los meteoritos. Desarrolló un nuevo método de lanzar cohetes en espacio: dispararlos de un avión ambicioso, tanto con como sin piloto. La Marina de Guerra adoptó la idea y Singer supervisó el proyecto. Recibió una distinción especial de la Casa Blanca del Presidente Eisenhower en 1954 por su trabajo.
Se convirtió en uno de 12 miembros de la junta de la Sociedad Estadounidense de Astronáutica, una organización establecida en 1954 para representar a 300 científicos destacados del país e ingenieros en el área de misiles dirigidos: fue uno de siete miembros de la junta en renunciar en diciembre de 1956 después de una serie de disputas acerca de la dirección y el control del grupo.
En noviembre de 1957, Singer y otros científicos en la universidad diseñaron y dispararon exitosamente contra tres nuevos cohetes "Oriole" fuera de los Cabos de Virginia. Los cohetes pesaban menos de 11 kg y podrían construirse por alrededor de $2000. Disparados desde un LSM Navy convertido, podían alcanzar una altitud de 50 000 pies (15 240 m) y tenía un sistema completo de telemetría para enviar ulterior información sobre rayos cósmicos, ultravioletas y rayos x. Singer dijo que los disparos colocaron "la exploración del espacio exterior con cohetes altos de altitud en la misma base, costosos y con esfuerzo, como las medidas de la atmósfera baja con globos meteorológicos. De ahora en adelante, podemos disparar miles de estos cohetes por todo el mundo con muy poco costo".
En febrero de 1958, cuando fue jefe del grupo del rayo cósmico de la Universidad de departamento de física de Maryland, fue felicitado en un telegrama para el presidente de la universidad de President Eisenhower por su trabajo en investigación del satélite. En abril de 1958, fue designado un asesor para el Comité de la Cámara en la Exploración de Astronáutica y del Espacio, lo cual era prepararse para sustentar audiciones en la propuesta de Presidente Eisenhower que una agencia nueva maniobre la investigación del espacio, y un mes más tarde recibió el Premio Distinguido del Exalumno de la Universidad Estatal de Ohio.
En enero de 1960, en una presentación para la Sociedad Física Estadounidense, Singer bosquejó su vista de lo que el ambiente alrededor de la tierra podría consistir, extendiéndose hasta 40 000 millas (64 373,6 km) en el espacio. Se llegó a conocer por sus anteriores predicciones acerca de las propiedades de las partículas eléctricas atrapadas alrededor de la tierra, lo cual se verificaba en parte por posteriores descubrimientos en los experimentos del satélite.

### 1971–1994 Universidad de Virginia
Naomi Oreskes y Erik Conway afirman que Singer se involucró en los esfuerzos de la administración Reagan en prevenir acciones regulatorias e reducir lluvia ácida.

### Consultorías
Singer ha trabajado como consultor de varias agencias gubernamentales, como House Select Committee on Space, NASA, Government Accountability Office, National Science Foundation, United States Atomic Energy Commission, National Research Council, Department of Defense Strategic Defense Initiative, Department of Energy Nuclear Waste Panel, Department of the Treasury. Otros clientes incluyen los Estados de Virginia, Alaska, Pensilvania. Del sector privado: Mitre Corp., GE, Ford, General Motors; durante fines 1970s: Exxon, Shell, Unocal Sun Oil, ARCO sobre precios del petróleo; sobre estudios espaciales con Lockheed Martin, Martin–Marietta, McDonnell-Douglas, ANSER, IBM. También con Independent Institute, American Council on Science and Health, Frontiers of Freedom.

## Debates públicos

### Escritos
A lo largo de su carrera académica, Singer ha escrito con frecuencia en periódicos como The New York Times, The Washington Post y Wall Street Journal, a menudo golpeando posiciones que van en contra de la corriente principal de pensamiento. Su posición general es la de la desconfianza en las regulaciones federales y la fe en el libre mercado. Él cree en lo que Rachel White Scheuering llama "ambientalismo de libre mercado": que los principios del mercado y los incentivos deben ser suficientes para llevar a la protección del ambiente y la conservación de los recursos. Sus temas regulares en los artículos han sido energía, embargos de petróleo, OPEC, Irán, precios crecientes. A lo largo de la década de 1970, por ejemplo, minimizó la idea de una crisis energética y dijo que era en gran parte un evento mediático. En varios periódicos de los años noventa y 2000, lanzó otras posiciones en contra de la corriente principal, cuestionando el vínculo entre las tasas de radiación UV-B y melanoma, y que entre los CFCs y la pérdida estratosférica de ozono.
En octubre de 1967, Singer escribió un artículo para el The Washington Post con una prospectiva para 2007. Sus predicciones incluyeron que los planetas habrían sido explorados pero no colonizados, y aunque los cohetes se habían vuelto más poderosos no habían reemplazado a los aviones y los vehículos con ramjet. Ninguna de las leyes fundamentales de la física habría sido anulada. Y una mayor dependencia de la computadora electrónica y del procesador de datos; y, un desarrollo más emocionante sería el aumento del intelecto humano mediante el almacenamiento electrónico directo de información en el cerebro -el acoplamiento del cerebro con un ordenador externo, obteniendo así acceso directo a una biblioteca de información.

### Calentamiento global
Singer argumenta que no hay evidencia de que el incremento en CO2 producido por la actividad humana cause calentamiento global, y si la temperatura subiese sería bueno para la humanidad. Le dijo a la CBC: "Hace mil años, estaba más cálido que hoy. Los asentamientos vikingos en Groenlandia. ¿Fue bueno o malo? Pienso que bueno. Cultivaron uva de vino en Inglaterra, en el norte del país. Pienso que fue bueno. Al menos alguien piensa así."

#### SEPP y financiación
ABC News informó en marzo de 2008 que Singer dijo que no está en la nómina de la industria de la energía, pero reconoció que SEPP había recibido una donación caritativa no solicitada de $ 10.000 de ExxonMobil y que era un uno por ciento de todas las donaciones recibidas. Singer dijo que su conexión con Exxon era más como estar en su lista de correo que tener una posición de pago.

#### Crítica al IPCC
En 1995 el Panel Intergubernamental sobre Cambio Climático (IPCC) publicó un informe reflejando el consenso científico que el balance de prueba sugiere que hay una influencia humana perceptible en el clima global. Singer respondió con una carta para Science diciendo que el informe IPCC había presentado material selectivamente. Escribió: "El Resumen aun no menciona la existencia de 18 años de datos del satélite de clima que demuestran una tendencia global leve de enfriamiento, contradiciendo todos los modelos teóricos de caldeamiento de clima". Scheuering escribe que Singer admite los termómetros de la superficie de estaciones meteorológicas demuestran el calentamiento, pero sostiene la opinión que los satélites proveen mejores datos porque sus medidas cubren polo a polo.
Según Edward Parson y Andrew Dessler, los datos del satélite no demostraron las temperaturas de la superficie directamente, sino que tenían que estar ajustados usando modelos. Cuando el ajuste estaba hecho para los acontecimientos transitorios los datos demostraron un caldeamiento leve, y la investigación propuesta que la discrepancia entre los datos de superficie y del satélite fueron mayormente responsabilizadas por problemas como las diferencias del instrumento entre satélites.
Singer escribió la "declaración de Leipzig sobre el Cambio Climático Global en los EE. UU." en 1995, actualizándola en 1997 para refutar el Protocolo de Kioto. El Protocolo de Kioto fue el resultado de una convención internacional sustentado en Kioto, Japón, durante el cual varias naciones industrializadas acordaron reducir sus emisiones del gas del invernadero. La declaración de Singer rezaba: " La energía es esencial para el crecimiento económico [...] entendemos la motivación para eliminar lo que es percibido para ser las fuerzas motrices detrás de un cambio potencial de clima; Pero creemos que el Protocolo de Kioto " — para reducir emisiones de dióxido de carbono de sólo una parte de la comunidad — de los estándares de vivir es peligrosamente simplista, muy ineficaz, y económicamente destructivo para los trabajos y la vida.
Scheuering escribe que Singer circuló esto en los Estados Unidos y Europa y congregó a 100 signatarios, aunque ella dice que una cierta cantidad de las credenciales de los signatarios fueron cuestionadas. Al menos 20 fueron reporteros de clima de la televisión, algunos no tenía títulos de ciencia, y 14 se encontraron enumerados como profesores sin especificar un campo.
Ha participado del Panel Internacional No Gubernamental sobre el Cambio Climático (acrónimo en inglés NIPCC) después de una conferencia sobre el clima, en Naciones Unidas, en 2004, en Milán. El NIPCC organizó un taller internacional sobre el clima en Viena en abril de 2007, para proveer lo que llamaban un examen independiente de la prueba para el cambio de clima. Singer preparó un informe NIPCC denominado "Nature, Not Human Activity, Rules the Climate," publicado en marzo de 2008 en The Heartland Institute, un think tank conservador. El ABC News dijo que el mismo mes en que los científicos del clima no identificados de la NASA, Stanford, Princeton y que habló con ABC sobre el informe como "tontería inventada." En una carta de queja a ABC News, Singer dijo que su pieza utiliza "lenguaje perjudicial, hechos distorsionados, insinuaciones difamatorias, y calumnias anónimas."
Sin embargo, Singer se caracteriza a sí mismo como un "escéptico" en lugar de un "negador" del cambio climático global.

## Algunas publicaciones
- Global Effects of Environmental Pollution (Reidel, 1970)

- Manned Laboratories in Space (Reidel, 1970)

- Is There an Optimum Level of Population? (McGraw-Hill, 1971)

- The Changing Global Environment (Reidel, 1975)

- Arid Zone Development (Ballinger, 1977)

- Economic Effects of Demographic Changes (Joint Economic Committee, U.S. Congress, 1977)

- Cost-Benefit Analysis in Environmental Decisionmaking (Mitre Corp, 1979)

- Energy (W.H. Freeman, 1979)

- The Price of World Oil (Annual Reviews of Energy, Vol. 8, 1983)

- Free Market Energy (Universe Books, 1984)

- Oil Policy in a Changing Market (Annual Reviews of Energy, Vol. 12, 1987)

- The Ocean in Human Affairs (Paragon House, 1989)

- The Universe and Its Origin: From Ancient Myths to Present Reality and Future Fantasy (Paragon House, 1990)

- Global Climate Change: Human and Natural Influences (Paragon House, 1989)

- The Greenhouse Debate Continued (ICS Press, 1992)

- The Scientific Case Against the Global Climate Treaty (SEPP, 1997)

- Hot Talk, Cold Science: Global Warming's Unfinished Debate (The Independent Institute, 1997)

- con Dennis Avery. Unstoppable Global Warming: Every 1500 Years (Rowman & Littlefield, 2007)

- con Craig Idso. Climate Change Reconsidered: 2009 Report of the Nongovernmental International Panel on Climate Change (NIPCC) (2009).